# Louis De Lentdecker
 (septembre 2013).
Louis De Lentdecker, né le 22 avril 1924 à Termonde et mort le 10 octobre 1999 à Bruxelles, est un journaliste belge de langue néerlandaise.  Il a fondé sa réputation sur sa plume acerbe et son esprit critique.  De 1947 à 1990, il était sténographe judiciaire pour le journal néerlandophone De Standaard.

## Biographie

### Jeunesse
Né à Termonde, il déménagea une première fois à Gand pour s'établir par la suite définitivement à Bruxelles.  Il s'identifiera néanmoins toujours à la ville où il naquit.  Même à un âge avancé, il sera encore ému lorsque le cheval Bayard, monté par les quatre fils Aymon, sortit à Termonde lors du cortège décennal. Louis De Lentdecker fit des études gréco-latines, mais ne put jamais fréquenter l'université, empêché par la Seconde Guerre mondiale : pendant l'occupation allemande, il devint membre de l'Armée secrète (en néerlandais : Geheim Leger), un groupe de résistants, et dut même se cacher en Wallonie, où il rencontrera sa femme, Mariette Vierset, une Wallonne, qui ne maîtrisera jamais le néerlandais ; pour que la génération suivante ne subisse pas ce handicap courant en Belgique, deux de leurs quatre enfants furent élevés en néerlandais, les deux autres en français.  Toute sa vie, De Lentdecker s'est senti plus belge que flamand : parmi ses ancêtres se trouvent de nombreux francophones ; ses racines remontent entre autres à Renaix, en province de Flandre-Orientale. En dépit d'une certaine sensibilité flamingante, il restera un partisan de la monarchie et du système gouvernemental belge.

### Carrière journalistique
Après la guerre, Louis De Lentdecker tenta de devenir acteur de théâtre.  En 1945, il travailla comme rédacteur en chef du journal Het Volk (Le Peuple).  En 1947, il passa au journal De Standaard et y continua à travailler jusqu'à sa retraite en 1990.  Il se spécialisa dans le journalisme judiciaire.  C'est en publiant sous les initiales LDL qu'il établit sa réputation de reporter de tous les grands procès et procès d'assises ayant eu lieu en Belgique entre 1945 et 1990.  Après la Seconde Guerre mondiale, pendant la répression, de nombreux collaborateurs furent condamnés.  Bien que De Lentdecker eût apporté sa contribution à la résistance contre l'occupant nazi, il n'hésita pas à dénoncer l'incapacité et la partialité des magistrats traitant les affaires de ceux accusés de collaboration, faisant ainsi le procès de la répression de l'après-guerre en Belgique.  À plusieurs reprises, il avait dû être expulsé de la salle d'audience.  Dans ses articles, il émit sa critique, à la fois à l'égard des juges et du prévenu lui-même.
De Lentdecker écrivait dans un style très épique inspiré par Homère, qu'il avait lu à l'école lorsqu'il était encore un jeune homme.  Il se montrait très attaché à sa profession et fut ému par les drames qui se passaient dans les salles d'audience.  De Lentdecker, toujours sur la brèche pour davantage de justice, ne se taisait pas.  Il nagea souvent à contre-courant, bravant ainsi l'opinion publique.  Dans ses articles, il présentait les faits comme il pensait qu'ils avaient pu se produire.  De Lentdecker procéda aussi par des actes inhabituels pour un magazine catholique des années 1950 et 1960 : ainsi, il interviewa des prostituées pendant les heures de travail et aux frais du patron.

### Autres occupations
De Lentdecker écrivit également quelques livres. Zware jongens, lichte meisjes (Truands et filles légères) sur le crime organisé et la prostitution et Moordenaars zijn vedetten (Les assassins sont des vedettes) sur les criminels.  C'est en raison de ses connaissances juridiques qu'il fut également consulté en tant que scénariste pour la série Beschuldige, sta op (Accusé, levez-vous), qui passa à la télévision flamande, la BRT, de 1964 à 1980.
Grâce à ses apparitions à la radio et la télévision, où souvent l'on l'entendait faire des déclarations controversées, il devint l'un des journalistes les plus célèbres de la Flandre.
En outre, il fit le compte rendu des grands événements mondiaux et il écrivit des éditoriaux sur le Tour de France, où il se concentrait plutôt sur les cyclistes ordinaires et de moindre importance que sur la course en général.

### Vie privée
De Lentdecker avait des opinions très fortes qu'il s'obstinait à défendre.  Il aimait se trouver au centre de l'intérêt et parlait avec la plus grande facilité devant toute sorte d'audience.
De Lentdecker était un homme conservateur, presque machiste.  Il publia dans 't Pallieterke et s'y opposa à l'émancipation des femmes, l'avortement, l'immigration et l'homosexualité, ce qui lui valut de nombreuses critiques émises par des féministes et des organisations homosexuelles, notamment.  Dans ses mémoires (de 1997), il affirma que sa grande bouche avait plus à voir avec le fait qu'enfant, il fut « un bonhomme si timide ».  Il avoua même avoir eu trop peur pour acheter du pain chez le boulanger.

### Dernières années
Resté actif après la retraite en 1990, il fut régulièrement l'invité de la BRT et de la VTM pour des interviews et des commentaires professionnels.  Jusqu'à sa mort, il s'occupa à écrire des chroniques pour des magazines populaires tels que Dag Allemaal, équivalent néerlandophone du Paris Match francophone.
Le 8 juin 1999, Jan van Rompaey l'interrogea pour le programme Spraakmakers du canal télévisé Canvas.  Pour des raisons de santé, il se fit interviewer chez lui, dans son fauteuil, plutôt qu'au studio.  Dans l'interview, l'ancien journaliste revint sur des déclarations controversées que De Lentdecker avait faites dans le passé.  Il rectifia certaines de ses opinions antérieures, d'autres pas.
Le dernier article de De Lentdecker traite du même sujet sur lequel il avait déjà écrit au début de sa carrière : la prostitution.  Pour cause de maladie, il ne put jamais terminer l'ouvrage.  En 1999, à l'âge de 75 ans, De Lentdecker mourut d'un cancer de la prostate.
Conformément à sa volonté, à son enterrement, on joua The Last Post.  La cérémonie se déroula dans l'intimité de son cercle d'amis et de parents.  Freddy Horion, l'homme que De Lentdecker avait autrefois impitoyablement critiqué, lui téléphona deux jours avant sa mort pour lui insuffler du courage.

## Souvenir
De nos jours, Louis De Lentdecker est considéré, avec Maurice De Wilde et Johan Anthierens, comme un des trois grands journalistes flamands critiques.
En 2005, il aboutira à la 550e place dans la version flamande du jeu-concours télévisé Les Plus Grands Belges, De Grootste Belg, juste en dehors de la liste des nominations officielles.

## Œuvres
- (nl) Het dagboek van Irma Laplasse (Le journal d'Irma Laplasse), 1950
- (nl) Het proces Romsee, secretaris-generaal van binnenlandse zaken (Le processus de Romsée, secrétaire général de l'Intérieur), 1950
- (nl) Blanken en zwarten in de wilde Congo (Blancs et noirs au Congo sauvage), 1956
- (nl) Moord in de krant (L'assassinat dans les journaux), 1960
- (nl) Zware jongens, lichte meisjes (Truands et filles légères), 1962
- (nl) Horens voor de stier (Des cornes pour le taureau), 1964
- (nl) Moord te Liederkerke (Meurtre à Liedekerke), 1968
- (nl) Requiem voor Leopold III (Requiem pour Léopold III), 1983
- (nl) Flor Grammens 1899-1985. Rebel die zijn revolutie overleefde (Flor Grammens 1899-1985 : rebelle ayant survécu à sa révolution), 1985
- (nl) Tussen twee vuren (Entre deux feux), 1985
- (nl) Beroemde processen (Procès célèbres), 1987
- (nl) Prins Karel (Le prince Charles), 1987
- (nl) Boudewijn (Baudouin), 1991
- (nl) De misdadigers (Les criminels), 1992
- (nl) De rechters (Les juges), 1993
- (nl) Van LDL tot Louis De Lentdecker, Memoires (De LDL à Louis De Lentdecker.  Mémoires), 1997